# Glen Acres
Glen Acres – jednostka osadnicza w Stanach Zjednoczonych, w stanie Nowy Meksyk, w hrabstwie Hidalgo.